# Časopis pro moderní filologii
Časopis pro moderní filologii – czeskie czasopismo językoznawcze, wydawane od 1911 r. Wychodzi dwa razy w roku.
Czasopismo zostało założone w 1911 r. przez Klub Filologów Nowożytnych (później Koło Filologów Nowożytnych), który wydawał je do 1951 r.
W latach 1926–1935 było głównym forum wydawniczym Praskiego Koła Lingwistycznego. W 1951 r. periodyk został włączony do czasopism Czechosłowackiej Akademii Nauk, od lat 60. był zunifikowany z czasopismem „Philologica Pragensia”. Czasopismo usamodzielniło się w 1991 r. Od 2013 r. jest wydawane przez Wydział Filozoficzny Uniwersytetu Karola w Pradze.
Artykuły są pisane w języku czeskim (lub słowackim); główna problematyka to językoznawstwo kontrastywne, w tym badania porównawcze języków zachodnich oraz czeskiego i słowackiego. Od 2015 r. czasopismo jest udostępniane na zasadzie otwartego dostępu.
Według stanu na 2020 rok funkcję redaktora naczelnego pełni anglista Aleš Klégr.